# Cromemco Z-1
Cromemco Z-1 (Z-1) је професионални рачунар фирме Cromemco који је почео да се производи у САД током 1976. године.
Користио је Z-80 микропроцесорску јединицу а RAM меморија рачунара је имала капацитет од 8 Kb статичког RAM-а (2 x 4 Kb картице).

## Детаљни подаци
Детаљнији подаци о рачунару Z-1 су дати у табели испод.
|                       |                                              |
| [ 1 ]                 |                                              |
| Произвођач            |                                              |
| Тип                   | професионални рачунар                        |
| Меморија              | 8 . Статички RAM (2 x 4 картице)             |
| Поријекло             | Сједињене Америчке Државе                    |
| Година                | 1976                                         |
| Тастатура             |                                              |
| Процесор              |                                              |
| Фреквенција процесора | 2 или 4 .                                    |
| RAM                   | 8 . Статички RAM (2 x 4 картице)             |
| ROM                   | 8 .                                          |
| Текст                 | 25 линија x 80 знакова са RS-232 терминалом  |
| Графика               |                                              |
| Боја                  |                                              |
| Звук                  | мали звучник?                                |
| Димензије             | 46 (ширина) x 36 (дубина) x 38 (висина) / 23 |
| Портови               |                                              |
| Оперативни систем     |                                              |